# Luo Xi (ur. 1987)
Luo Xi (chiń. 罗茜; ur. 15 grudnia 1987 w Wuhanie) – chińska pływaczka synchroniczna, srebrna i brązowa medalistka olimpijska, sześciokrotna medalistka mistrzostw świata, dwukrotna złota medalistka igrzysk azjatyckich.
W 2008 startowała na letnich igrzyskach olimpijskich w Pekinie, podczas których wystąpiła w rywalizacji drużyn – Chince udało się wywalczyć brązowy medal dzięki rezultatowi 97,334 pkt. Cztery lata później startowała na letnich igrzyskach olimpijskich w Londynie, biorąc tam udział także jedynie w rywalizacji drużyn. Na tych igrzyskach wywalczyła srebrny medal dzięki uzyskanemu rezultatowi 194,01 pkt.
W latach 2005–2011 trzykrotnie startowała w mistrzostwach świata – medale zdobywała na czempionatach w Rzymie (1 srebrny i 2 brązowe) i Szanghaju (3 srebrne),. W 2010 roku na igrzyskach azjatyckich w Kantonie wywalczyła dwa złote medale.